# Martin Heuberger
Martin Heuberger (* 5. Juni 1964 in Schutterwald) ist ein ehemaliger deutscher Handballspieler und -trainer. Von 2011 bis 2014 war er Bundestrainer der deutschen Handballnationalmannschaft der Männer.

## Spieler
Er begann als Handballtorwart, später wurde der 1,93 m große Heuberger als Kreisläufer eingesetzt. Mit dem TuS Schutterwald schaffte er als Spieler und Spielertrainer zweimal den Aufstieg in die Bundesliga. Er war zwei Mal der Spieler mit den meisten Zeitstrafen in einer Saison, am 29. Januar 1994 wurde er nach einer Strafe ein halbes Jahr lang gesperrt.
Sein Länderspiel-Debüt im DHB-Trikot gab er am 17. Januar 1989 in Osterode gegen die Sowjetunion. Er bestritt 26 Länderspiele und erzielte dabei 33 Tore.

## Trainer
Als Trainer war er zunächst für den Nachwuchs des TuS Schutterwald, später als Spielertrainer der ersten Mannschaft und anschließend Trainer des Bundesliga-Teams aktiv.
Seit dem 1. Februar 2002 arbeitete Heuberger als verantwortlicher Juniorentrainer für den Deutschen Handballbund und avancierte zum erfolgreichsten Nachwuchstrainer des Verbandes. Bei 13 Welt- und Europameisterschaften als U20/U21- und U19-Cheftrainer seit 2003 schaffte er mit seinen Nationalteams zehnmal den Sprung unter die besten vier Nationen. Dreimal holten seine Spieler den Weltmeistertitel (2009, 2011 und 2023). Ebenfalls dreimal feierte Heuberger mit seinen Teams den Gewinn bei einer Europameisterschaft (2004, 2006 und 2021). Diese Erfolge errang er aufgrund ständig wechselnder Jahrgänge immer wieder mit neuen Mannschaften.
Neben seiner Tätigkeit als Nachwuchstrainer übernahm Heuberger ab dem 1. November 2004 auch die Aufgabe als Assistent von Heiner Brand und wurde Co-Trainer der deutschen Männer-Nationalmannschaft. Mit dieser konnte er im Jahr 2007 die Weltmeisterschaft feiern.
Vom 1. Juli 2011 bis zum 30. Juni 2014 war Heuberger Nachfolger von Heiner Brand als Bundestrainer der deutschen Handballnationalmannschaft. Bei der Weltmeisterschaft 2013 erreichte seine Mannschaft den 5. Platz. Nachdem Deutschland jedoch die Qualifikation für die Olympischen Spiele 2012, die Europameisterschaft 2014 und die Weltmeisterschaft 2015 verpasst hatte, wurde sein zum 30. Juni 2014 auslaufender Vertrag nicht verlängert.
Im April 2017 übernahm er die A-Jugend des TuS Schutterwald. Seit dem Dezember 2018 ist er wieder beim DHB als Trainer der Juniorennationalmannschaft U20/U21 tätig. Mit der Juniorennationalmannschaft wurde er bei der U-21-Weltmeisterschaft 2023 in Deutschland und Griechenland Weltmeister.

## Sportliche Erfolge
Neben den 164 Bundesligaspielen mit 314 Toren und 26 Länderspielen mit 33 Toren zählen zu seinen größten sportlichen Erfolgen:
- Junioren-Weltmeister U21 2009, 2011 und 2023 (Trainer)
- Junioren-Europameister U20 2004 und 2006 (Trainer)
- Jugend-Europameister U19 2021 (Trainer)
- Vize-Junioren-Weltmeister U21 2007 (Trainer)
- Vize-Junioren-Europameister U20 2008 (Trainer)
- Weltmeister 2007 A-Nationalmannschaft (Co-Trainer)
- Platz 5 Männer-Weltmeisterschaft 2013 (Trainer)

## Privates
Heuberger ist von Beruf Diplom-Verwaltungswirt (FH) und arbeitete beim Landratsamt. Er ist verheiratet, seine beiden Söhne spielen ebenfalls Handball. Er ist Onkel von Christian Heuberger.